# Йозеф (фильм)
«Йо́зеф» (хорв. Josef) — хорватский художественный фильм, поставленный режиссёром Станиславом Томичем и вышедший на экраны в 2011 году.

## Сюжет
1915 год, Галиция. В разгаре Первая мировая война. Хорватский солдат очнулся в разгромленном русскими войсками австро-венгерском окопе. Он натягивает на себя мундир одного из убитых товарищей и отправляется в путь. Вскоре он натыкается на группу соотечественников-дезертиров, вместе с которыми его хватают и судят за бегство с поля боя. От расстрела солдата спасает то, что в надетом им мундире оказывается жетон на имя унтер-офицера Йозефа, а казнить офицера считается непозволительным.
Этому жетону суждено несколько раз за фильм переходить из рук в руки, превращая своего владельца в унтер-офицера Йозефа.

## В ролях
| Актёр              | Роль                |
| ------------------ | ------------------- |
| Невен Алинович Тот | унтер-офицер Йозеф  |
| Ален Ливерич       | лейтенант Тиффенбах |
| Дражен Шивак       | капитан Серёжа      |
| Сандра Лоншарич    | Пелагея             |

## Награды
В 2011 году фильм получил приз за лучшие спецэффекты на кинофестивале в Пуле.